# Общероссийские классификаторы технико-экономической и социальной информации
Общеросси́йские классифика́торы те́хнико-экономи́ческой и социа́льной информа́ции
Для реализации государственной политики в области развития единой системы классификации и кодирования Правительство Российской Федерации утвердило ряд постановлений, в которых описана ответственность федеральных органов исполнительной власти за введение общероссийских классификаторов технико-экономической и социальной информации.
Постановлением Правительства РФ от 1 ноября 1999 года № 1212 было утверждено Положение «О проведении работ по развитию единой системы классификации и кодирования технико-экономической и социальной информации», в котором были определены общероссийские классификаторы технико-экономической и социальной информации. Данное Положение утратило силу в связи с изданием Постановления Правительства РФ от 10 ноября 2003 года № 677 «Об общероссийских классификаторах технико-экономической и социальной информации в социально-экономической области».
Ниже приведён актуальный перечень общероссийских классификаторов технико-экономической и социальной информации и федеральных органов ответственных за их введение.
| Наименование общероссийского классификатора                                                                   | Федеральный орган исполнительной власти, обеспечивающий разработку, введение и применение |
| Общероссийский классификатор стандартов (ОКС)                                                                 | Ростехрегулирование                                                                       |
| Общероссийский классификатор услуг населению (ОКУН)                                                           | Ростехрегулирование                                                                       |
| Общероссийский классификатор информации по социальной защите населения (ОКИСЗН)                               | Ростехрегулирование                                                                       |
| Общероссийский классификатор продукции (ОКП)                                                                  | Ростехрегулирование                                                                       |
| Общероссийский классификатор управленческой документации (ОКУД)                                               | Ростехрегулирование                                                                       |
| Общероссийский классификатор изделий и конструкторских документов (ЕСКД)                                      | Ростехрегулирование                                                                       |
| Общероссийский классификатор основных фондов (ОКОФ)                                                           | Ростехрегулирование                                                                       |
| Общероссийский классификатор валют (ОКВ)                                                                      | Ростехрегулирование                                                                       |
| Общероссийский классификатор единиц измерения (ОКЕИ)                                                          | Ростехрегулирование                                                                       |
| Общероссийский классификатор информации о населении (ОКИН)                                                    | Ростехрегулирование                                                                       |
| Общероссийский классификатор деталей, изготавливаемых сваркой, пайкой, склеиванием и термической резкой (ОКД) | Ростехрегулирование                                                                       |
| Общероссийский технологический классификатор деталей машиностроения и приборостроения (ОТКД)                  | Ростехрегулирование                                                                       |
| Общероссийский технологический классификатор сборочных единиц машиностроения и приборостроения (ОТКСЕ)        | Ростехрегулирование                                                                       |
| Общероссийский классификатор стран мира (ОКСМ)                                                                | Ростехрегулирование                                                                       |
| Общероссийский классификатор информации об общероссийских классификаторах (ОКОК)                              | Ростехрегулирование                                                                       |
| Общероссийский классификатор органов государственной власти и управления (ОКОГУ)                              | Ростехрегулирование                                                                       |
| Общероссийский классификатор объектов административно-территориального деления (ОКАТО)                        | Росстат                                                                                   |
| Общероссийский классификатор предприятий и организаций (ОКПО)                                                 | Росстат                                                                                   |
| Общероссийский классификатор форм собственности (ОКФС)                                                        | Росстат                                                                                   |
| Общероссийский классификатор организационно-правовых форм (ОКОПФ)                                             | Росстат                                                                                   |
| Общероссийский классификатор территорий муниципальных образований (ОКТМО)                                     | Росстат                                                                                   |
| Общероссийский классификатор видов экономической деятельности, продукции и услуг (ОКДП)                       | Минэкономразвития России                                                                  |
| Общероссийский классификатор экономических регионов (ОКЭР)                                                    | Минэкономразвития России                                                                  |
| Общероссийский классификатор видов экономической деятельности (ОКВЭД)                                         | Минэкономразвития России                                                                  |
| Общероссийский классификатор специальностей по образованию (ОКСО)                                             | Минобрнауки России                                                                        |
| Общероссийский классификатор специальностей высшей научной квалификации (ОКСВНК)                              | Минобрнауки России                                                                        |
| Общероссийский классификатор начального профессионального образования (ОКНПО)                                 | Минобрнауки России                                                                        |
| Общероссийский классификатор занятий (ОКЗ)                                                                    | Минздравсоцразвития России                                                                |
| Общероссийский классификатор профессий рабочих, должностей служащих и тарифных разрядов (ОКПДТР)              | Минздравсоцразвития России                                                                |
| Общероссийский классификатор полезных ископаемых и подземных вод (ОКПИиПВ)                                    | Минприроды России                                                                         |
| Общероссийский классификатор видов грузов, упаковки и упаковочных материалов (ОКВГУМ)                         | Росжелдор                                                                                 |
| Общероссийский классификатор гидроэнергетических ресурсов (ОКГР)                                              | Минэнерго                                                                                 |